# Kommunalwahlen in Italien 1993
Die Kommunalwahlen in Italien 1993 fanden am 6. Juni (1. Wahlgang) und 20. Juni (Stichwahl) und am 21. November (1. Wahlgang) und 5. Dezember (Stichwahl) statt.

## 1. Semester – Wahlergebnisse der Provinzhauptstädte

### Novara
| Kandidaten                           | Kandidaten           | 2. Wahlgang | 2. Wahlgang | 1. Wahlgang | 1. Wahlgang | Listen                                        | Stimmen | %    | Mandate |
| Kandidaten                           | Kandidaten           | Stimmen     | %           | Stimmen     | %           | Listen                                        | Stimmen | %    | Mandate |
| ------------------------------------ | -------------------- | ----------- | ----------- | ----------- | ----------- | --------------------------------------------- | ------- | ---- | ------- |
|                                      | Sergio Merusigewählt | 31.392      | 45,7        | 17.684      | 25,7        | Lega Nord                                     | 15.232  | 26,7 | 24      |
|                                      | Fernando Cardinali   | 29.426      | 42,8        | 22.375      | 32,6        | Partito Democratico della Sinistra            | 6.044   | 10,6 | 2       |
| Alleanza Democratica                 | Fernando Cardinali   | 29.426      | 42,8        | 22.375      | 32,6        | 5.427                                         | 9,5     | 2    |         |
| Lista Ecologica                      | Fernando Cardinali   | 29.426      | 42,8        | 22.375      | 32,6        | 3.079                                         | 5,4     | 1    |         |
| Partito della Rifondazione Comunista | Fernando Cardinali   | 29.426      | 42,8        | 22.375      | 32,6        | 2.470                                         | 4,3     | 1    |         |
| La Rete                              | Fernando Cardinali   | 29.426      | 42,8        | 22.375      | 32,6        | 1.135                                         | 2,0     | –    |         |
| Mandate der Listengruppe             | Fernando Cardinali   | 29.426      | 42,8        | 22.375      | 32,6        | –                                             | –       | 1    |         |
| ↳ Gesamt                             | Fernando Cardinali   | 29.426      | 42,8        | 22.375      | 32,6        | 18.155                                        | 31,9    | 7    |         |
|                                      | Edoardo Ferlito      |             |             | 12.936      | 18,8        | Democrazia Cristiana                          | 9.990   | 17,5 | 3       |
| Lista per Novara                     | Edoardo Ferlito      | 2.708       | 4,8         | 12.936      | 18,8        | 1                                             |         |      |         |
| Mandate der Listengruppe             | Edoardo Ferlito      | –           | –           | 12.936      | 18,8        | 1                                             |         |      |         |
| ↳ Gesamt                             | Edoardo Ferlito      | 12.698      | 22,3        | 12.936      | 18,8        | 5                                             |         |      |         |
|                                      | Antonio Malerba      |             |             | 12.429      | 18,1        | Socialismo Novarese                           | 5.064   | 8,9  | 1       |
| Civica                               | Antonio Malerba      | 3.023       | 5,3         | 12.429      | 18,1        | 1                                             |         |      |         |
| Mandate der Listengruppe             | Antonio Malerba      | –           | –           | 12.429      | 18,1        | 1                                             |         |      |         |
| ↳ Gesamt                             | Antonio Malerba      | 8.087       | 14,2        | 12.429      | 18,1        | 3                                             |         |      |         |
|                                      | Gianni Mancuso       |             |             | 3.300       | 4,8         | Movimento Sociale Italiano – Destra Nazionale | 2.785   | 4,9  | 1       |
| Gesamt                               | Gesamt               | 60.818      | 100         | 68.724      | 100         |                                               | 56.957  | 100  | 40      |
|                                      |                      |             |             |             |             |                                               |         |      |         |
| Quelle: Innenministerium             |                      |             |             |             |             |                                               |         |      |         |

### Turin
| Kandidaten                | Kandidaten                     | 2. Wahlgang | 2. Wahlgang | 1. Wahlgang | 1. Wahlgang | Listen                                        | Stimmen | %    | Mandate |
| Kandidaten                | Kandidaten                     | Stimmen     | %           | Stimmen     | %           | Listen                                        | Stimmen | %    | Mandate |
| ------------------------- | ------------------------------ | ----------- | ----------- | ----------- | ----------- | --------------------------------------------- | ------- | ---- | ------- |
|                           | Valentino Castellanigewählt    | 280.092     | 46,5        | 122.423     | 20,3        | Partito Democratico della Sinistra            | 41.553  | 9,5  | 14      |
| Alleanza per Torino       | Valentino Castellanigewählt    | 280.092     | 46,5        | 122.423     | 20,3        | 31.366                                        | 7,2     | 10   |         |
| Federazione dei Verdi     | Valentino Castellanigewählt    | 280.092     | 46,5        | 122.423     | 20,3        | 18.034                                        | 4,1     | 6    |         |
| ↳ Gesamt                  | Valentino Castellanigewählt    | 280.092     | 46,5        | 122.423     | 20,3        | 90.953                                        | 20,9    | 30   |         |
|                           | Diego Novelli                  | 208.596     | 34,6        | 217.506     | 36,1        | Partito della Rifondazione Comunista          | 63.842  | 14,6 | 4       |
| La Rete                   | Diego Novelli                  | 208.596     | 34,6        | 217.506     | 36,1        | 30.890                                        | 7,1     | 2    |         |
| Alleanza Verde per Torino | Diego Novelli                  | 208.596     | 34,6        | 217.506     | 36,1        | 15.034                                        | 3,4     | 1    |         |
| Partito Pensionati        | Diego Novelli                  | 208.596     | 34,6        | 217.506     | 36,1        | 5.890                                         | 1,4     | –    |         |
| Mandate der Listengruppe  | Diego Novelli                  | 208.596     | 34,6        | 217.506     | 36,1        | –                                             | –       | 1    |         |
| ↳ Gesamt                  | Diego Novelli                  | 208.596     | 34,6        | 217.506     | 36,1        | 115.656                                       | 26,5    | 8    |         |
|                           | Domenico Comino                |             |             | 117.410     | 19,5        | Lega Nord                                     | 102.045 | 23,4 | 7       |
|                           | Giovanni Zanetti               |             |             | 79.050      | 13,1        | Democrazia Cristiana                          | 54.230  | 12,4 | 3       |
| Torino Liberale           | Giovanni Zanetti               | 11.697      | 2,7         | 79.050      | 13,1        | –                                             |         |      |         |
| Mandate der Listengruppe  | Giovanni Zanetti               | –           | –           | 79.050      | 13,1        | 1                                             |         |      |         |
| ↳ Gesamt                  | Giovanni Zanetti               | 65.927      | 15,1        | 79.050      | 13,1        | 4                                             |         |      |         |
|                           | Ugo Martinat                   |             |             | 27.798      | 4,6         | Movimento Sociale Italiano – Destra Nazionale | 25.555  | 5,9  | 1       |
|                           | Maurizio Lupi                  |             |             | 11.413      | 1,9         | Lista Autonomista                             | 4.222   | 1,0  | –       |
| Verdi Verdi               | Maurizio Lupi                  | 3.196       | 0,7         | 11.413      | 1,9         | –                                             |         |      |         |
| Lista delle Donne         | Maurizio Lupi                  | 1.075       | 0,2         | 11.413      | 1,9         | –                                             |         |      |         |
| Pensionati Uniti          | Maurizio Lupi                  | 760         | 0,2         | 11.413      | 1,9         | –                                             |         |      |         |
| ↳ Gesamt                  | Maurizio Lupi                  | 9.253       | 2,1         | 11.413      | 1,9         | –                                             |         |      |         |
|                           | Marziano Marzano               |             |             | 10.460      | 1,7         | PSI – PSDI                                    | 11.676  | 2,7  | –       |
|                           | Claudio Pioli                  |             |             | 10.131      | 1,7         | Lega per Torino                               | 9.232   | 2,1  | –       |
|                           | Giacomo Giuseppe Zingaro       |             |             | 3.440       | 0,6         | Lega Pensionati Insieme                       | 3.131   | 0,7  | –       |
|                           | Albino Roberto Vitucci Righini |             |             | 2.570       | 0,4         | Lista Monarchica                              | 2.387   | 0,5  | –       |
| Gesamt                    | Gesamt                         | 488.688     | 100         | 602.201     | 100         |                                               | 435.815 | 100  | 50      |
|                           |                                |             |             |             |             |                                               |         |      |         |
| Quelle: Innenministerium  |                                |             |             |             |             |                                               |         |      |         |

### Vercelli
| Kandidaten                | Kandidaten               | 2. Wahlgang | 2. Wahlgang | 1. Wahlgang | 1. Wahlgang | Listen                                        | Stimmen | %    | Mandate |
| Kandidaten                | Kandidaten               | Stimmen     | %           | Stimmen     | %           | Listen                                        | Stimmen | %    | Mandate |
| ------------------------- | ------------------------ | ----------- | ----------- | ----------- | ----------- | --------------------------------------------- | ------- | ---- | ------- |
|                           | Mietta Baracchigewählt   | 16.926      | 48,7        | 9.100       | 26,2        | Lega Nord                                     | 8.863   | 27,0 | 24      |
|                           | Giorgio Giovanni Gaietta | 12.967      | 37,3        | 4.837       | 13,9        | Partito Democratico della Sinistra            | 4.609   | 14,0 | 3       |
| Federazione dei Verdi (A) | Giorgio Giovanni Gaietta | 12.967      | 37,3        | 4.837       | 13,9        | 1.422                                         | 4,3     | 1    |         |
| Mandate der Listengruppe  | Giorgio Giovanni Gaietta | 12.967      | 37,3        | 4.837       | 13,9        | –                                             | –       | 1    |         |
| ↳ Gesamt                  | Giorgio Giovanni Gaietta | 12.967      | 37,3        | 4.837       | 13,9        | 6.031                                         | 18,3    | 5    |         |
|                           | Carla Pollero            |             |             | 4.045       | 11,6        | Democratici per Vercelli                      | 3.889   | 11,8 | 3       |
|                           | Francesco Radaelli       |             |             | 3.396       | 9,8         | Alleanza Popolare                             | 3.119   | 9,5  | 2       |
|                           | Dario Roasio             |             |             | 3.238       | 9,3         | Partito della Rifondazione Comunista          | 2.762   | 8,4  | 2       |
|                           | Carlo Boggio             |             |             | 2.491       | 7,2         | Lista per Vercelli                            | 2.129   | 6,5  | 1       |
|                           | Mario Ricciardi          |             |             | 2.007       | 5,8         | Insieme per la Città                          | 2.149   | 6,5  | 1       |
|                           | Bruno Aquilini           |             |             | 1.946       | 5,6         | Movimento Sociale Italiano – Destra Nazionale | 1.701   | 5,2  | 1       |
|                           | Gabriele Bagnasco        |             |             | 1.552       | 4,5         | (A)                                           | –       | –    | –       |
|                           | Giuseppe Cannata         |             |             | 1.312       | 3,8         | Indipedenti per Vercelli                      | 1.232   | 3,7  | 1       |
|                           | Riccardo Greppi          |             |             | 863         | 2,5         | Partito Liberale Italiano                     | 999     | 3,0  | –       |
| Gesamt                    | Gesamt                   | 29.893      | 100         | 34.787      | 100         |                                               | 32.874  | 100  | 40      |
|                           |                          |             |             |             |             |                                               |         |      |         |
| Quelle: Innenministerium  |                          |             |             |             |             |                                               |         |      |         |

### Lecco
| Kandidaten               | Kandidaten               | 2. Wahlgang | 2. Wahlgang | 1. Wahlgang | 1. Wahlgang | Listen                                        | Stimmen | %    | Mandate |
| Kandidaten               | Kandidaten               | Stimmen     | %           | Stimmen     | %           | Listen                                        | Stimmen | %    | Mandate |
| ------------------------ | ------------------------ | ----------- | ----------- | ----------- | ----------- | --------------------------------------------- | ------- | ---- | ------- |
|                          | Giuseppe Poglianigewählt | 14.602      | 45,8        | 11.535      | 36,2        | Lega Nord                                     | 10.724  | 37,7 | 24      |
|                          | Rosangela Granata        | 11.332      | 35,6        | 8.571       | 26,9        | Civica                                        | 5.238   | 18,4 | 5       |
| Lista Marco Pannella     | Rosangela Granata        | 11.332      | 35,6        | 8.571       | 26,9        | 919                                           | 3,2     | 1    |         |
| Mandate der Listengruppe | Rosangela Granata        | 11.332      | 35,6        | 8.571       | 26,9        | –                                             | –       | 1    |         |
| ↳ Gesamt                 | Rosangela Granata        | 11.332      | 35,6        | 8.571       | 26,9        | 6.157                                         | 21,6    | 7    |         |
|                          | Mario Magnani            |             |             | 6.665       | 20,9        | Democrazia Cristiana                          | 6.846   | 24,1 | 7       |
|                          | Marco Cariboni           |             |             | 2.179       | 6,8         | IND                                           | 1.736   | 6,1  | 1       |
|                          | Giovanni Manzoni         |             |             | 1.058       | 3,3         | Partito della Rifondazione Comunista          | 1.068   | 3,8  | 1       |
|                          | Angelo Redaelli          |             |             | 701         | 2,2         | Movimento Sociale Italiano – Destra Nazionale | 705     | 2,5  | –       |
|                          | Luigi Gasparini          |             |             | 660         | 2,1         | Partito Socialista Italiano                   | 727     | 2,6  | –       |
|                          | Bianca Maria Malgrati    |             |             | 480         | 1,5         | Partito Pensionati                            | 476     | 1,7  | –       |
| Gesamt                   | Gesamt                   | 25.934      | 100         | 31.849      | 100         |                                               | 28.439  | 100  | 40      |
|                          |                          |             |             |             |             |                                               |         |      |         |
| Quelle: Innenministerium |                          |             |             |             |             |                                               |         |      |         |

### Mailand
| Kandidaten                              | Kandidaten              | 2. Wahlgang | 2. Wahlgang | 1. Wahlgang | 1. Wahlgang | Listen                                        | Stimmen | %    | Mandate |
| Kandidaten                              | Kandidaten              | Stimmen     | %           | Stimmen     | %           | Listen                                        | Stimmen | %    | Mandate |
| --------------------------------------- | ----------------------- | ----------- | ----------- | ----------- | ----------- | --------------------------------------------- | ------- | ---- | ------- |
|                                         | Marco Formentinigewählt | 452.868     | 50,7        | 346.537     | 38,8        | Lega Nord                                     | 307.122 | 40,9 | 36      |
|                                         | Nando Dalla Chiesa      | 340.553     | 38,2        | 271.294     | 30,4        | Partito della Rifondazione Comunista          | 85.349  | 11,4 | 6       |
| Partito Democratico della Sinistra      | Nando Dalla Chiesa      | 340.553     | 38,2        | 271.294     | 30,4        | 66.250                                        | 8,8     | 4    |         |
| La Rete                                 | Nando Dalla Chiesa      | 340.553     | 38,2        | 271.294     | 30,4        | 26.884                                        | 3,6     | 1    |         |
| Federazione dei Verdi                   | Nando Dalla Chiesa      | 340.553     | 38,2        | 271.294     | 30,4        | 23.150                                        | 3,1     | 1    |         |
| Per Milano                              | Nando Dalla Chiesa      | 340.553     | 38,2        | 271.294     | 30,4        | 10.683                                        | 1,4     | –    |         |
| Mandate der Listengruppe                | Nando Dalla Chiesa      | 340.553     | 38,2        | 271.294     | 30,4        | –                                             | –       | 1    |         |
| ↳ Gesamt                                | Nando Dalla Chiesa      | 340.553     | 38,2        | 271.294     | 30,4        | 212.316                                       | 28,2    | 13   |         |
|                                         | Piero Bassetti          |             |             | 97.095      | 10,9        | Democrazia Cristiana                          | 70.881  | 9,4  | 4       |
| Con le Donne                            | Piero Bassetti          | 5.145       | 0,7         | 97.095      | 10,9        | –                                             |         |      |         |
| Partito Socialista Democratico Italiano | Piero Bassetti          | 2.790       | 0,4         | 97.095      | 10,9        | –                                             |         |      |         |
| Federalismo                             | Piero Bassetti          | 2.311       | 0,3         | 97.095      | 10,9        | –                                             |         |      |         |
| Mandate der Listengruppe                | Piero Bassetti          | –           | –           | 97.095      | 10,9        | 1                                             |         |      |         |
| ↳ Gesamt                                | Piero Bassetti          | 81.127      | 10,8        | 97.095      | 10,9        | 5                                             |         |      |         |
|                                         | Adriano Teso            |             |             | 60.121      | 6,7         | Patto per Milano                              | 51.763  | 6,9  | 3       |
|                                         | Giampietro Borghini     |             |             | 54.856      | 6,1         | Fiducia in Milano                             | 28.044  | 3,7  | 1       |
| Partito Socialista Italiano             | Giampietro Borghini     | 12.185      | 1,6         | 54.856      | 6,1         | –                                             |         |      |         |
| Mandate der Listengruppe                | Giampietro Borghini     | –           | –           | 54.856      | 6,1         | 1                                             |         |      |         |
| ↳ Gesamt                                | Giampietro Borghini     | 40.229      | 5,4         | 54.856      | 6,1         | 2                                             |         |      |         |
|                                         | Riccardo De Corato      |             |             | 25.899      | 2,9         | Movimento Sociale Italiano – Destra Nazionale | 25.205  | 3,4  | 1       |
|                                         | Pier Gianni Prosperini  |             |             | 10.012      | 1,1         | Lega Alpina Lumbarda                          | 8.677   | 1,2  | –       |
|                                         | Angela Bossi            |             |             | 8.157       | 0,9         | Alleanza Lombarda Autonomia                   | 7.855   | 1,0  | –       |
|                                         | Tiziana Maiolo          |             |             | 7.485       | 0,8         | Giustizia Ecologia Libertà                    | 6.214   | 0,8  | –       |
|                                         | Arman Armand            |             |             | 4.586       | 0,5         | Lega Pensionati Lombardia                     | 4.536   | 0,6  | –       |
|                                         | Claudio Stroppa         |             |             | 3.926       | 0,4         | Partito Pensionati                            | 3.845   | 0,5  | –       |
|                                         | Carlo Fatuzzo           |             |             | 2.616       | 0,3         | Pensionati di Milano                          | 2.719   | 0,4  | –       |
| Gesamt                                  | Gesamt                  | 793.421     | 100         | 892.584     | 100         |                                               | 751.608 | 100  | 60      |
|                                         |                         |             |             |             |             |                                               |         |      |         |
| Quelle: Innenministerium                |                         |             |             |             |             |                                               |         |      |         |

### Pavia
| Kandidaten                           | Kandidaten                      | 2. Wahlgang | 2. Wahlgang | 1. Wahlgang | 1. Wahlgang | Listen                                        | Stimmen | %    | Mandate |
| Kandidaten                           | Kandidaten                      | Stimmen     | %           | Stimmen     | %           | Listen                                        | Stimmen | %    | Mandate |
| ------------------------------------ | ------------------------------- | ----------- | ----------- | ----------- | ----------- | --------------------------------------------- | ------- | ---- | ------- |
|                                      | Rodolfo Jannaccone Pazzigewählt | 29.572      | 55,7        | 22.930      | 43,2        | Lega Nord                                     | 21.515  | 44,8 | 24      |
|                                      | Carla Pierina Torselli          | 16.331      | 30,8        | 13.747      | 25,9        | Pavia dei Cittadini                           | 7.293   | 15,2 | 4       |
| Partito della Rifondazione Comunista | Carla Pierina Torselli          | 16.331      | 30,8        | 13.747      | 25,9        | 3.936                                         | 8,2     | 2    |         |
| Mandate der Listengruppe             | Carla Pierina Torselli          | 16.331      | 30,8        | 13.747      | 25,9        | –                                             | –       | 1    |         |
| ↳ Gesamt                             | Carla Pierina Torselli          | 16.331      | 30,8        | 13.747      | 25,9        | 11.229                                        | 23,4    | 7    |         |
|                                      | Vittorio Poma                   |             |             | 11.607      | 21,9        | Alleanza Popolare Pavese                      | 8.391   | 17,5 | 5       |
| Rinnovare Pavia                      | Vittorio Poma                   | 2.315       | 4,8         | 11.607      | 21,9        | 1                                             |         |      |         |
| Mandate der Listengruppe             | Vittorio Poma                   | –           | –           | 11.607      | 21,9        | 1                                             |         |      |         |
| ↳ Gesamt                             | Vittorio Poma                   | 10.706      | 22,3        | 11.607      | 21,9        | 7                                             |         |      |         |
|                                      | Carlo Nola                      |             |             | 1.890       | 3,6         | Movimento Sociale Italiano – Destra Nazionale | 1.861   | 3,9  | 1       |
|                                      | Angelo Lepore                   |             |             | 1.628       | 3,1         | Partito Repubblicano Italiano                 | 1.502   | 3,1  | 1       |
|                                      | Gabriella Barone                |             |             | 1.293       | 2,4         | Partito Pensionati                            | 1.265   | 2,6  | –       |
| Gesamt                               | Gesamt                          | 45.903      | 100         | 53.095      | 100         |                                               | 48.078  | 100  | 40      |
|                                      |                                 |             |             |             |             |                                               |         |      |         |
| Quelle: Innenministerium             |                                 |             |             |             |             |                                               |         |      |         |

### Belluno
| Kandidaten               | Kandidaten               | 2. Wahlgang | 2. Wahlgang | 1. Wahlgang | 1. Wahlgang | Listen                               | Stimmen | %    | Mandate |
| Kandidaten               | Kandidaten               | Stimmen     | %           | Stimmen     | %           | Listen                               | Stimmen | %    | Mandate |
| ------------------------ | ------------------------ | ----------- | ----------- | ----------- | ----------- | ------------------------------------ | ------- | ---- | ------- |
|                          | Maurizio Fistarolgewählt | 11.593      | 47,9        | 7.453       | 30,8        | Alleanza di Progresso                | 6.646   | 29,4 | 24      |
|                          | Stefano Talamini         | 9.610       | 39,7        | 8.021       | 33,2        | Lega Nord                            | 7.623   | 33,7 | 8       |
|                          | Gianclaudio Bressa       |             |             | 6.957       | 28,8        | Popolari per Belluno                 | 6.549   | 29,0 | 7       |
|                          | Francesco Rasera         |             |             | 880         | 3,6         | Partito della Rifondazione Comunista | 919     | 4,1  | 1       |
|                          | Paolo Serafini           |             |             | 876         | 3,6         | Alleanza Nazionale per Belluno       | 853     | 3,8  | –       |
| Gesamt                   | Gesamt                   | 21.203      | 100         | 24.187      | 100         |                                      | 22.590  | 100  | 40      |
|                          |                          |             |             |             |             |                                      |         |      |         |
| Quelle: Innenministerium |                          |             |             |             |             |                                      |         |      |         |

### Pordenone
| Kandidaten                         | Kandidaten            | 2. Wahlgang | 2. Wahlgang | 1. Wahlgang | 1. Wahlgang | Listen                                        | Stimmen | %    | Mandate |
| Kandidaten                         | Kandidaten            | Stimmen     | %           | Stimmen     | %           | Listen                                        | Stimmen | %    | Mandate |
| ---------------------------------- | --------------------- | ----------- | ----------- | ----------- | ----------- | --------------------------------------------- | ------- | ---- | ------- |
|                                    | Alfredo Pasinigewählt | 17.782      | 51,7        | 7.977       | 23,2        | Lega Nord                                     | 7.479   | 24,9 | 24      |
|                                    | Maria Manzon          | 13.393      | 38,9        | 11.587      | 33,7        | Per Pordenone                                 | 5.539   | 18,4 | 4       |
| Partito Democratico della Sinistra | Maria Manzon          | 13.393      | 38,9        | 11.587      | 33,7        | 2.061                                         | 6,9     | 1    |         |
| PSDI – Verdi Friuli-Venezia Giulia | Maria Manzon          | 13.393      | 38,9        | 11.587      | 33,7        | 1.765                                         | 5,9     | 1    |         |
| Mandate der Listengruppe           | Maria Manzon          | 13.393      | 38,9        | 11.587      | 33,7        | –                                             | –       | 1    |         |
| ↳ Gesamt                           | Maria Manzon          | 13.393      | 38,9        | 11.587      | 33,7        | 9.365                                         | 31,2    | 7    |         |
|                                    | Gastone Parigi        |             |             | 5.888       | 17,1        | Movimento Sociale Italiano – Destra Nazionale | 4.265   | 14,2 | 3       |
|                                    | Giuseppe Pezzot       |             |             | 5.730       | 16,7        | Democrazia Cristiana                          | 5.970   | 19,9 | 5       |
|                                    | Dante Vivan           |             |             | 2.091       | 6,1         | Partito della Rifondazione Comunista          | 1.859   | 6,2  | 1       |
|                                    | Silvestro Silvestrini |             |             | 1.131       | 3,3         | Lega Autonomista Friuli                       | 1.094   | 3,6  | –       |
| Gesamt                             | Gesamt                | 31.175      | 100         | 34.404      | 100         |                                               | 30.032  | 100  | 40      |
|                                    |                       |             |             |             |             |                                               |         |      |         |
| Quelle: Innenministerium           |                       |             |             |             |             |                                               |         |      |         |

### Ravenna
| Kandidaten               | Kandidaten                  | 2. Wahlgang | 2. Wahlgang | 1. Wahlgang | 1. Wahlgang | Listen                               | Stimmen | %    | Mandate |
| Kandidaten               | Kandidaten                  | Stimmen     | %           | Stimmen     | %           | Listen                               | Stimmen | %    | Mandate |
| ------------------------ | --------------------------- | ----------- | ----------- | ----------- | ----------- | ------------------------------------ | ------- | ---- | ------- |
|                          | Pier Paolo D’Attorregewählt | 48.711      | 50,7        | 37.421      | 38,9        | Partito Democratico della Sinistra   | 36.226  | 38,7 | 24      |
|                          | Ezio Fedele Brini           | 38.398      | 39,9        | 25.299      | 26,3        | Alleanza per Ravenna                 | 24.514  | 26,2 | 7       |
|                          | Sergio Guerra               |             |             | 11.302      | 11,8        | Democrazia Cristiana                 | 11.422  | 12,2 | 3       |
|                          | Claudio Monti               |             |             | 9.540       | 9,9         | Lega Nord                            | 9.384   | 10,0 | 3       |
|                          | Giuseppe Capra              |             |             | 9.440       | 9,8         | Partito della Rifondazione Comunista | 5.700   | 6,1  | 1       |
| Federazione dei Verdi    | Giuseppe Capra              | 2.138       | 2,3         | 9.440       | 9,8         | –                                    |         |      |         |
| La Rete                  | Giuseppe Capra              | 1.042       | 1,1         | 9.440       | 9,8         | –                                    |         |      |         |
| Mandate der Listengruppe | Giuseppe Capra              | –           | –           | 9.440       | 9,8         | 1                                    |         |      |         |
| ↳ Gesamt                 | Giuseppe Capra              | 8.880       | 9,5         | 9.440       | 9,8         | 2                                    |         |      |         |
|                          | Enrico Tabanelli            |             |             | 3.156       | 3,3         | Partito Socialista Italiano          | 3.172   | 3,4  | 1       |
| Gesamt                   | Gesamt                      | 87.109      | 100         | 96.158      | 100         |                                      | 93.598  | 100  | 40      |
|                          |                             |             |             |             |             |                                      |         |      |         |
| Quelle: Innenministerium |                             |             |             |             |             |                                      |         |      |         |

### Grosseto
| Kandidaten               | Kandidaten                | 2. Wahlgang | 2. Wahlgang | 1. Wahlgang | 1. Wahlgang | Listen                                        | Stimmen | %    | Mandate |
| Kandidaten               | Kandidaten                | Stimmen     | %           | Stimmen     | %           | Listen                                        | Stimmen | %    | Mandate |
| ------------------------ | ------------------------- | ----------- | ----------- | ----------- | ----------- | --------------------------------------------- | ------- | ---- | ------- |
|                          | Loriano Valentinigewählt  | 23.836      | 49,5        | 18.398      | 38,2        | Alleanza per Grosseto                         | 17.680  | 39,4 | 24      |
|                          | Fausto Giunta             | 21.297      | 44,2        | 15.492      | 32,1        | Rinnovamento                                  | 7.447   | 16,6 | 5       |
| Democrazia Cristiana     | Fausto Giunta             | 21.297      | 44,2        | 15.492      | 32,1        | 6.674                                         | 14,9    | 4    |         |
| Mandate der Listengruppe | Fausto Giunta             | 21.297      | 44,2        | 15.492      | 32,1        | –                                             | –       | 1    |         |
| ↳ Gesamt                 | Fausto Giunta             | 21.297      | 44,2        | 15.492      | 32,1        | 14.121                                        | 31,5    | 10   |         |
|                          | Raniero Amarugi           |             |             | 4.288       | 8,9         | Partito della Rifondazione Comunista          | 4.000   | 8,9  | 2       |
|                          | Alessandro Guidoni        |             |             | 3.927       | 8,1         | Movimento Sociale Italiano – Destra Nazionale | 3.639   | 8,1  | 2       |
|                          | Stefano Carotta           |             |             | 2.395       | 5,0         | Lega Nord                                     | 2.288   | 5,1  | 1       |
|                          | Bulfardo Gastone Romualdi |             |             | 2.253       | 4,7         | Testimonianza Città                           | 1.899   | 4,2  | 1       |
|                          | Roberto Sorace            |             |             | 765         | 1,6         | La Rete                                       | 637     | 1,4  | –       |
|                          | Alessandro Mazzerelli     |             |             | 681         | 1,4         | Lega Autonomista Toscana                      | 623     | 1,4  | –       |
| Gesamt                   | Gesamt                    | 45.133      | 100         | 48.199      | 100         |                                               | 44.887  | 100  | 40      |
|                          |                           |             |             |             |             |                                               |         |      |         |
| Quelle: Innenministerium |                           |             |             |             |             |                                               |         |      |         |

### Siena
| Kandidaten               | Kandidaten               | 2. Wahlgang | 2. Wahlgang | 1. Wahlgang | 1. Wahlgang | Listen                                        | Stimmen | %    | Mandate |
| Kandidaten               | Kandidaten               | Stimmen     | %           | Stimmen     | %           | Listen                                        | Stimmen | %    | Mandate |
| ------------------------ | ------------------------ | ----------- | ----------- | ----------- | ----------- | --------------------------------------------- | ------- | ---- | ------- |
|                          | Pierluigi Piccinigewählt | 18.667      | 46,7        | 15.123      | 37,8        | Partito Democratico della Sinistra            | 13.449  | 35,9 | 24      |
|                          | Vittorio Carnesecchi     | 14.694      | 36,7        | 8.947       | 22,4        | Democrazia Cristiana                          | 7.715   | 20,6 | 6       |
|                          | Achille Neri             |             |             | 6.738       | 16,8        | Alleanza per Siena                            | 5.808   | 15,5 | 4       |
|                          | Mario Menicori           |             |             | 4.190       | 10,5        | Insieme per Siena                             | 5.484   | 14,6 | 4       |
|                          | Eriase Belardi           |             |             | 2.548       | 6,4         | Partito della Rifondazione Comunista          | 2.430   | 6,5  | 1       |
|                          | Amedeo Monfardini        |             |             | 1.839       | 4,6         | Movimento Sociale Italiano – Destra Nazionale | 1.982   | 5,3  | 1       |
|                          | Roberto Marchionni       |             |             | 621         | 1,6         | Lega Autonomista Toscana                      | 601     | 1,6  | –       |
| Gesamt                   | Gesamt                   | 33.361      | 100         | 40.006      | 100         |                                               | 37.469  | 100  | 40      |
|                          |                          |             |             |             |             |                                               |         |      |         |
| Quelle: Innenministerium |                          |             |             |             |             |                                               |         |      |         |

### Terni
| Kandidaten               | Kandidaten                | 2. Wahlgang | 2. Wahlgang | 1. Wahlgang | 1. Wahlgang | Listen                                        | Stimmen | %    | Mandate |
| Kandidaten               | Kandidaten                | Stimmen     | %           | Stimmen     | %           | Listen                                        | Stimmen | %    | Mandate |
| ------------------------ | ------------------------- | ----------- | ----------- | ----------- | ----------- | --------------------------------------------- | ------- | ---- | ------- |
|                          | Gianfranco Ciaurrogewählt | 33.702      | 47,2        | 14.840      | 20,8        | Alleanza per Terni                            | 12.349  | 18,4 | 24      |
|                          | Franco Giustinelli        | 33.488      | 46,9        | 24.043      | 33,7        | Partito Democratico della Sinistra            | 22.071  | 33,0 | 8       |
|                          | Renzo Nicolini            |             |             | 10.284      | 14,4        | Democrazia Cristiana                          | 10.369  | 15,5 | 4       |
|                          | Renato Covino             |             |             | 4.341       | 6,1         | Partito della Rifondazione Comunista          | 4.527   | 6,8  | 1       |
|                          | Antonella Baioletti       |             |             | 4.150       | 5,8         | Movimento Sociale Italiano – Destra Nazionale | 4.245   | 6,3  | 1       |
|                          | Stefania Parisi           |             |             | 3.959       | 5,5         | Unione Civica Terni                           | 3.030   | 4,5  | 1       |
|                          | Sergio Lera               |             |             | 3.389       | 4,7         | Partito Socialista Italiano                   | 4.120   | 6,2  | 1       |
|                          | Torquato Secci            |             |             | 2.320       | 3,2         | La Rete                                       | 1.875   | 2,8  | –       |
|                          | Antonio Tacconi           |             |             | 1.427       | 2,0         | Giovani per Terni                             | 1.432   | 2,1  | –       |
|                          | Paolo Leonardi            |             |             | 1.260       | 1,8         | Caccia Pesca Ambiente                         | 1.323   | 2,0  | –       |
|                          | Flavio Frontini           |             |             | 880         | 1,2         | Federazione dei Verdi                         | 913     | 1,4  | –       |
|                          | Sabrina Dindalini         |             |             | 557         | 0,8         | Partito Socialista Democratico Italiano       | 694     | 1,0  | –       |
| Gesamt                   | Gesamt                    | 67.190      | 100         | 71.450      | 100         |                                               | 66.948  | 100  | 40      |
|                          |                           |             |             |             |             |                                               |         |      |         |
| Quelle: Innenministerium |                           |             |             |             |             |                                               |         |      |         |

### Ancona
| Kandidaten                    | Kandidaten              | 2. Wahlgang | 2. Wahlgang | 1. Wahlgang | 1. Wahlgang | Listen                                        | Stimmen | %    | Mandate |
| Kandidaten                    | Kandidaten              | Stimmen     | %           | Stimmen     | %           | Listen                                        | Stimmen | %    | Mandate |
| ----------------------------- | ----------------------- | ----------- | ----------- | ----------- | ----------- | --------------------------------------------- | ------- | ---- | ------- |
|                               | Renato Galeazzigewählt  | 42.057      | 61,3        | 31.873      | 46,5        | Partito Democratico della Sinistra            | 20.559  | 35,2 | 21      |
| Partito Repubblicano Italiano | Renato Galeazzigewählt  | 42.057      | 61,3        | 31.873      | 46,5        | 3.631                                         | 6,2     | 3    |         |
| ↳ Gesamt                      | Renato Galeazzigewählt  | 42.057      | 61,3        | 31.873      | 46,5        | 24.190                                        | 41,4    | 24   |         |
|                               | Luigi Di Murro          | 16.771      | 24,4        | 11.698      | 17,1        | Democrazia Cristiana                          | 11.659  | 20,0 | 6       |
|                               | Carlo Marcelletti       |             |             | 7.520       | 11,0        | Alleanza per Ancona                           | 6.226   | 10,7 | 3       |
|                               | Giorgio Grati           |             |             | 5.592       | 8,2         | Laici e Progressisti                          | 5.445   | 9,3  | 3       |
|                               | Carlo Ciccioli          |             |             | 4.360       | 6,4         | Movimento Sociale Italiano – Destra Nazionale | 3.871   | 6,6  | 2       |
|                               | Franco Boldrini         |             |             | 3.319       | 4,8         | Partito della Rifondazione Comunista          | 3.147   | 5,4  | 1       |
|                               | Marco Moruzzi           |             |             | 2.794       | 4,1         | Federazione dei Verdi                         | 1.760   | 3,0  | –       |
| La Rete                       | Marco Moruzzi           | 619         | 1,1         | 2.794       | 4,1         | –                                             |         |      |         |
| Mandate der Listengruppe      | Marco Moruzzi           | –           | –           | 2.794       | 4,1         | 1                                             |         |      |         |
| ↳ Gesamt                      | Marco Moruzzi           | 2.379       | 4,1         | 2.794       | 4,1         | 1                                             |         |      |         |
|                               | Maria Rosaria Berzolari |             |             | 1.449       | 2,1         | Lega Nord                                     | 1.520   | 2,6  | –       |
| Gesamt                        | Gesamt                  | 58.828      | 100         | 68.605      | 100         |                                               | 58.437  | 100  | 40      |
|                               |                         |             |             |             |             |                                               |         |      |         |
| Quelle: Innenministerium      |                         |             |             |             |             |                                               |         |      |         |

### Agrigent
- Direktwahl des Bürgermeisters

| Wahl                 | 1. Wahlgang | 1. Wahlgang | 2. Wahlgang | 2. Wahlgang |  |
| Wahl                 | Stimmen     | %           | Stimmen     | %           |  |
| -------------------- | ----------- | ----------- | ----------- | ----------- |  |
| Calogero Sodano      | 9.791       | 31,3        | 15.041      | 50,7        |  |
| Giuseppe Arnone      | 10.619      | 33,9        | 14.606      | 49,3        |  |
| Maria Pia Campanile  | 6.986       | 22,3        |             |             |  |
| Carmelo Picarella    | 2.012       | 6,4         |             |             |  |
| Francesco Samaritano | 1.886       | 6,0         |             |             |  |
| Gesamt               | 31.294      | 100         | 29.647      | 100         |  |
|                      |             |             |             |             |  |
| Ungültige Stimmen    | 5.085       | 14,0        | 1.706       | 5,4         |  |
| Wähler               | 36.379      | 77,4        | 31.353      | 66,7        |  |
| Wahlberechtigte      | 47.016      |             | 47.016      |             |  |

### Catania
| Wahl              | 1. Wahlgang | 1. Wahlgang | 2. Wahlgang | 2. Wahlgang |  |
| Wahl              | Stimmen     | %           | Stimmen     | %           |  |
| ----------------- | ----------- | ----------- | ----------- | ----------- |  |
| Enzo Bianco       | 76.025      | 40,4        | 81.326      | 52,1        |  |
| Claudio Fava      | 51.720      | 27,5        | 74.744      | 47,9        |  |
| dincenzo Trantino | 32.584      | 17,3        |             |             |  |
| Antonio Scavone   | 23.060      | 12,3        |             |             |  |
| Mario Petrina     | 4.632       | 2,5         |             |             |  |
| Gesamt            | 188.021     | 100         | 156.070     | 100         |  |
|                   |             |             |             |             |  |
| Ungültige Stimmen | 15.756      | 7,7         | 6.900       | 4,2         |  |
| Wähler            | 203.777     | 72,6        | 162.970     | 58,1        |  |
| Wahlberechtigte   | 280.517     |             | 280.517     |             |  |

## 1. Semester – Wahlergebnisse der Provinzhauptstädte

### Alessandria
| Kandidaten               | Kandidaten             | 2. Wahlgang | 2. Wahlgang | 1. Wahlgang | 1. Wahlgang | Listen                                        | Stimmen | %    | Mandate |
| Kandidaten               | Kandidaten             | Stimmen     | %           | Stimmen     | %           | Listen                                        | Stimmen | %    | Mandate |
| ------------------------ | ---------------------- | ----------- | ----------- | ----------- | ----------- | --------------------------------------------- | ------- | ---- | ------- |
|                          | Francesca Calvogewählt | 30.797      | 48,5        | 21.262      | 33,5        | Lega Nord                                     | 19.268  | 33,3 | 24      |
|                          | Andrea Ferrari         | 27.062      | 42,7        | 18.659      | 29,4        | Partito Democratico della Sinistra            | 10.367  | 17,9 | 5       |
| Alleanza per Alessandria | Andrea Ferrari         | 27.062      | 42,7        | 18.659      | 29,4        | 3.121                                         | 5,4     | 1    |         |
| Federazione dei Verdi    | Andrea Ferrari         | 27.062      | 42,7        | 18.659      | 29,4        | 2.191                                         | 3,8     | 1    |         |
| Mandate der Listengruppe | Andrea Ferrari         | 27.062      | 42,7        | 18.659      | 29,4        | –                                             | –       | 1    |         |
| ↳ Gesamt                 | Andrea Ferrari         | 27.062      | 42,7        | 18.659      | 29,4        | 15.679                                        | 27,1    | 8    |         |
|                          | Angelo Faccini Migotto |             |             | 10.814      | 17,0        | Democrazia Cristiana                          | 4.916   | 8,5  | 2       |
| Laici Socialisti Verdi   | Angelo Faccini Migotto | 4.352       | 7,5         | 10.814      | 17,0        | 1                                             |         |      |         |
| Alleanza Progressista    | Angelo Faccini Migotto | 2.278       | 3,9         | 10.814      | 17,0        | 1                                             |         |      |         |
| Mandate der Listengruppe | Angelo Faccini Migotto | –           | –           | 10.814      | 17,0        | 1                                             |         |      |         |
| ↳ Gesamt                 | Angelo Faccini Migotto | 11.546      | 19,9        | 10.814      | 17,0        | 5                                             |         |      |         |
|                          | Carlo Vergagni         |             |             | 3.968       | 6,3         | Nuova Proposta                                | 3.668   | 6,3  | 1       |
|                          | Dario Gemma            |             |             | 3.675       | 5,8         | Partito della Rifondazione Comunista          | 3.583   | 6,2  | 1       |
|                          | Aldo Rovito            |             |             | 3.528       | 5,6         | Movimento Sociale Italiano – Destra Nazionale | 2.671   | 4,6  | 1       |
|                          | Gianpaolo Oddenino     |             |             | 1.529       | 2,4         | Unione Civica Alessandria                     | 1.532   | 2,6  | –       |
| Gesamt                   | Gesamt                 | 57.859      | 100         | 63.435      | 100         |                                               | 57.947  | 100  | 40      |
|                          |                        |             |             |             |             |                                               |         |      |         |
| Quelle: Innenministerium |                        |             |             |             |             |                                               |         |      |         |

### Lodi
| Kandidaten               | Kandidaten              | 2. Wahlgang | 2. Wahlgang | 1. Wahlgang | 1. Wahlgang | Listen                                        | Stimmen | %    | Mandate |
| Kandidaten               | Kandidaten              | Stimmen     | %           | Stimmen     | %           | Listen                                        | Stimmen | %    | Mandate |
| ------------------------ | ----------------------- | ----------- | ----------- | ----------- | ----------- | --------------------------------------------- | ------- | ---- | ------- |
|                          | Alberto Segalinigewählt | 16.113      | 52,5        | 11.590      | 37,8        | Lega Nord                                     | 10.832  | 38,3 | 24      |
|                          | Valerio Manfrini        | 10.239      | 33,4        | 8.663       | 28,2        | Democrazia Cristiana                          | 5.457   | 19,3 | 5       |
| Alleanza per Lodi        | Valerio Manfrini        | 10.239      | 33,4        | 8.663       | 28,2        | 2.145                                         | 7,6     | 2    |         |
| Mandate der Listengruppe | Valerio Manfrini        | 10.239      | 33,4        | 8.663       | 28,2        | –                                             | –       | 1    |         |
| ↳ Gesamt                 | Valerio Manfrini        | 10.239      | 33,4        | 8.663       | 28,2        | 7.602                                         | 26,9    | 8    |         |
|                          | Osvaldo Felissari       |             |             | 6.807       | 22,2        | Rinnovamento Lodi                             | 6.075   | 21,5 | 6       |
|                          | Lorenzo Devecchi        |             |             | 1.807       | 5,9         | Partito della Rifondazione Comunista          | 1.814   | 6,4  | 1       |
|                          | Carlo Montanari         |             |             | 1.003       | 3,3         | Movimento Sociale Italiano – Destra Nazionale | 1.009   | 3,6  | 1       |
|                          | Maria Casiraghi Meani   |             |             | 818         | 2,7         | Civica                                        | 935     | 3,3  | –       |
| Gesamt                   | Gesamt                  | 26.352      | 100         | 30.688      | 100         |                                               | 28.267  | 100  | 40      |
|                          |                         |             |             |             |             |                                               |         |      |         |
| Quelle: Innenministerium |                         |             |             |             |             |                                               |         |      |         |

### Venedig
| Kandidaten                           | Kandidaten              | 2. Wahlgang | 2. Wahlgang | 1. Wahlgang | 1. Wahlgang | Listen                                        | Stimmen | %    | Mandate |
| Kandidaten                           | Kandidaten              | Stimmen     | %           | Stimmen     | %           | Listen                                        | Stimmen | %    | Mandate |
| ------------------------------------ | ----------------------- | ----------- | ----------- | ----------- | ----------- | --------------------------------------------- | ------- | ---- | ------- |
|                                      | Massimo Cacciarigewählt | 107.497     | 51,1        | 89.034      | 42,3        | Partito Democratico della Sinistra            | 33.997  | 20,6 | 16      |
| Partito della Rifondazione Comunista | Massimo Cacciarigewählt | 107.497     | 51,1        | 89.034      | 42,3        | 10.738                                        | 6,5     | 5    |         |
| Federazione dei Verdi                | Massimo Cacciarigewählt | 107.497     | 51,1        | 89.034      | 42,3        | 9.901                                         | 6,0     | 4    |         |
| Progresso Socialista                 | Massimo Cacciarigewählt | 107.497     | 51,1        | 89.034      | 42,3        | 5.824                                         | 3,5     | 2    |         |
| Alleanza per Venezia e Mestre        | Massimo Cacciarigewählt | 107.497     | 51,1        | 89.034      | 42,3        | 2.244                                         | 1,4     | 1    |         |
| La Rete                              | Massimo Cacciarigewählt | 107.497     | 51,1        | 89.034      | 42,3        | 1.996                                         | 1,2     | –    |         |
| ↳ Gesamt                             | Massimo Cacciarigewählt | 107.497     | 51,1        | 89.034      | 42,3        | 64.700                                        | 39,2    | 28   |         |
|                                      | Aldo Mariconda          | 86.643      | 41,2        | 55.791      | 26,5        | Lega Nord                                     | 49.350  | 29,9 | 10      |
|                                      | Giovanni Castellani     |             |             | 49.224      | 23,4        | Verso il Partito Popolare                     | 20.384  | 12,3 | 4       |
| Lega Autonomia Veneta                | Giovanni Castellani     | 8.387       | 5,1         | 49.224      | 23,4        | 1                                             |         |      |         |
| Patto per Venezia e Mestre           | Giovanni Castellani     | 4.891       | 3,0         | 49.224      | 23,4        | 1                                             |         |      |         |
| Programma Autonomia                  | Giovanni Castellani     | 2.949       | 1,8         | 49.224      | 23,4        | –                                             |         |      |         |
| Mandate der Listengruppe             | Giovanni Castellani     | –           | –           | 49.224      | 23,4        | 1                                             |         |      |         |
| ↳ Gesamt                             | Giovanni Castellani     | 36.611      | 22,2        | 49.224      | 23,4        | 7                                             |         |      |         |
|                                      | Bruno Canella           |             |             | 6.048       | 2,9         | Movimento Sociale Italiano – Destra Nazionale | 5.580   | 3,4  | 1       |
|                                      | Augusto Salvadori       |             |             | 5.608       | 2,7         | Unione dei Cittadini                          | 4.590   | 2,8  | –       |
|                                      | Francesco Merlo         |             |             | 2.493       | 1,2         | Lega Veneto Autonomo                          | 2.202   | 1,3  | –       |
|                                      | Paolo Minchillo         |             |             | 2.354       | 1,1         | Il Gruppo                                     | 2.117   | 1,3  | –       |
| Gesamt                               | Gesamt                  | 194.140     | 100         | 210.552     | 100         |                                               | 165.150 | 100  | 46      |
|                                      |                         |             |             |             |             |                                               |         |      |         |
| Quelle: Innenministerium             |                         |             |             |             |             |                                               |         |      |         |

### Triest
| Kandidaten                         | Kandidaten           | 2. Wahlgang | 2. Wahlgang | 1. Wahlgang | 1. Wahlgang | Listen                               | Stimmen | %    | Mandate |
| Kandidaten                         | Kandidaten           | Stimmen     | %           | Stimmen     | %           | Listen                               | Stimmen | %    | Mandate |
| ---------------------------------- | -------------------- | ----------- | ----------- | ----------- | ----------- | ------------------------------------ | ------- | ---- | ------- |
|                                    | Riccardo Illygewählt | 72.939      | 48,5        | 59.931      | 39,8        | Democrazia Cristiana                 | 17.024  | 14,3 | 10      |
| Partito Democratico della Sinistra | Riccardo Illygewählt | 72.939      | 48,5        | 59.931      | 39,8        | 12.375                               | 10,4    | 7    |         |
| Alleanza per Trieste               | Riccardo Illygewählt | 72.939      | 48,5        | 59.931      | 39,8        | 12.094                               | 10,2    | 7    |         |
| ↳ Gesamt                           | Riccardo Illygewählt | 72.939      | 48,5        | 59.931      | 39,8        | 41.493                               | 34,9    | 24   |         |
|                                    | Giulio Staffieri     | 64.622      | 43,0        | 47.892      | 31,8        | Lista per Trieste                    | 15.284  | 12,9 | 3       |
| Alleanza Nazionale                 | Giulio Staffieri     | 64.622      | 43,0        | 47.892      | 31,8        | 15.199                               | 12,8    | 3    |         |
| Cristiani Popolari Trieste         | Giulio Staffieri     | 64.622      | 43,0        | 47.892      | 31,8        | 4.362                                | 3,7     | 1    |         |
| Pensionati Uomini Vivi             | Giulio Staffieri     | 64.622      | 43,0        | 47.892      | 31,8        | 2.884                                | 2,4     | –    |         |
| Mandate der Listengruppe           | Giulio Staffieri     | 64.622      | 43,0        | 47.892      | 31,8        | –                                    | –       | 1    |         |
| ↳ Gesamt                           | Giulio Staffieri     | 64.622      | 43,0        | 47.892      | 31,8        | 37.729                               | 31,7    | 8    |         |
|                                    | Federica Seganti     |             |             | 33.607      | 22,3        | Lega Nord                            | 29.937  | 25,2 | 7       |
|                                    | Stojan Spetic        |             |             | 5.880       | 3,9         | Partito della Rifondazione Comunista | 6.553   | 5,5  | 1       |
|                                    | Giancarlo Lo Cuoco   |             |             | 1.696       | 1,1         | Unione di Centro                     | 1.749   | 1,5  | –       |
|                                    | Ladi Minin           |             |             | 1.409       | 0,9         | Unione Socialisti Europei            | 1.379   | 1,2  | –       |
| Gesamt                             | Gesamt               | 137.561     | 100         | 150.415     | 100         |                                      | 118.840 | 100  | 40      |
|                                    |                      |             |             |             |             |                                      |         |      |         |
| Quelle: Innenministerium           |                      |             |             |             |             |                                      |         |      |         |

### Genua
| Kandidaten               | Kandidaten                | 2. Wahlgang | 2. Wahlgang | 1. Wahlgang | 1. Wahlgang | Listen                                        | Stimmen | %    | Mandate |
| Kandidaten               | Kandidaten                | Stimmen     | %           | Stimmen     | %           | Listen                                        | Stimmen | %    | Mandate |
| ------------------------ | ------------------------- | ----------- | ----------- | ----------- | ----------- | --------------------------------------------- | ------- | ---- | ------- |
|                          | Adriano Sansagewählt      | 247.547     | 56,0        | 189.874     | 42,9        | Partito Democratico della Sinistra            | 98.026  | 26,2 | 22      |
| Federazione dei Verdi    | Adriano Sansagewählt      | 247.547     | 56,0        | 189.874     | 42,9        | 13.277                                        | 3,5     | 3    |         |
| Alleanza per Genova      | Adriano Sansagewählt      | 247.547     | 56,0        | 189.874     | 42,9        | 12.255                                        | 3,3     | 2    |         |
| Lista Marco Pannella     | Adriano Sansagewählt      | 247.547     | 56,0        | 189.874     | 42,9        | 7.962                                         | 2,1     | 1    |         |
| La Rete                  | Adriano Sansagewählt      | 247.547     | 56,0        | 189.874     | 42,9        | 6.558                                         | 1,8     | 1    |         |
| Patto di Solidarietà     | Adriano Sansagewählt      | 247.547     | 56,0        | 189.874     | 42,9        | 5.765                                         | 1,5     | 1    |         |
| ↳ Gesamt                 | Adriano Sansagewählt      | 247.547     | 56,0        | 189.874     | 42,9        | 143.843                                       | 38,4    | 30   |         |
|                          | Enrico Serra              | 170.799     | 38,6        | 116.973     | 26,4        | Lega Nord                                     | 108.562 | 29,0 | 10      |
|                          | Ugo Signorini             |             |             | 66.387      | 15,0        | Popolari Genova                               | 33.604  | 9,0  | 3       |
| Rinascita Socialista     | Ugo Signorini             | 14.840      | 4,0         | 66.387      | 15,0        | 1                                             |         |      |         |
| Unione di Centro         | Ugo Signorini             | 6.975       | 1,9         | 66.387      | 15,0        | –                                             |         |      |         |
| Mandate der Listengruppe | Ugo Signorini             | –           | –           | 66.387      | 15,0        | 1                                             |         |      |         |
| ↳ Gesamt                 | Ugo Signorini             | 55.419      | 14,8        | 66.387      | 15,0        | 5                                             |         |      |         |
|                          | Giuliano Massimo Boffardi |             |             | 32.498      | 7,3         | Partito della Rifondazione Comunista          | 32.238  | 8,6  | 3       |
|                          | Vincenzo Plinio           |             |             | 27.252      | 6,2         | Movimento Sociale Italiano – Destra Nazionale | 20.695  | 5,5  | 1       |
| Partito Pensionati       | Vincenzo Plinio           | 4.518       | 1,2         | 27.252      | 6,2         | –                                             |         |      |         |
| Mandate der Listengruppe | Vincenzo Plinio           | –           | –           | 27.252      | 6,2         | 1                                             |         |      |         |
| ↳ Gesamt                 | Vincenzo Plinio           | 25.213      | 6,7         | 27.252      | 6,2         | 2                                             |         |      |         |
|                          | Fabrizio Di Rella         |             |             | 3.655       | 0,8         | Giovani per Genova                            | 3.516   | 0,9  | –       |
|                          | Luigi Vasco Salsi         |             |             | 2.726       | 0,6         | Lega Autonomia Liguria                        | 2.697   | 0,7  | –       |
|                          | Giovanni Genta            |             |             | 1.476       | 0,3         | Pensionati Uomini Vivi – Lega Ligure          | 1.458   | 0,4  | –       |
|                          | Pasquale Romeo            |             |             | 1.403       | 0,3         | Movimento Lavoratori Autonomi                 | 1.333   | 0,4  | –       |
| Gesamt                   | Gesamt                    | 418.346     | 100         | 442.244     | 100         |                                               | 374.279 | 100  | 50      |
|                          |                           |             |             |             |             |                                               |         |      |         |
| Quelle: Innenministerium |                           |             |             |             |             |                                               |         |      |         |

### La Spezia
| Kandidaten               | Kandidaten                  | 2. Wahlgang | 2. Wahlgang | 1. Wahlgang | 1. Wahlgang | Listen                                        | Stimmen | %    | Mandate |
| Kandidaten               | Kandidaten                  | Stimmen     | %           | Stimmen     | %           | Listen                                        | Stimmen | %    | Mandate |
| ------------------------ | --------------------------- | ----------- | ----------- | ----------- | ----------- | --------------------------------------------- | ------- | ---- | ------- |
|                          | Roberto Lucio Rosaiagewählt | 30.145      | 45,0        | 19.186      | 28,6        | Partito Democratico della Sinistra            | 13.418  | 22,2 | 18      |
| Alleanza per La Spezia   | Roberto Lucio Rosaiagewählt | 30.145      | 45,0        | 19.186      | 28,6        | 2.865                                         | 4,7     | 4    |         |
| Federazione dei Verdi    | Roberto Lucio Rosaiagewählt | 30.145      | 45,0        | 19.186      | 28,6        | 1.567                                         | 2,6     | 2    |         |
| ↳ Gesamt                 | Roberto Lucio Rosaiagewählt | 30.145      | 45,0        | 19.186      | 28,6        | 17.850                                        | 29,5    | 24   |         |
|                          | Giuseppe Ricciardi          | 26.062      | 38,9        | 13.791      | 20,6        | Popolari La Spezia                            | 7.101   | 11,8 | 3       |
| Nuova Italia             | Giuseppe Ricciardi          | 26.062      | 38,9        | 13.791      | 20,6        | 2.581                                         | 4,3     | 1    |         |
| Lavoro e Sviluppo        | Giuseppe Ricciardi          | 26.062      | 38,9        | 13.791      | 20,6        | 2.220                                         | 3,7     | –    |         |
| Partito Pensionati       | Giuseppe Ricciardi          | 26.062      | 38,9        | 13.791      | 20,6        | 1.017                                         | 1,7     | –    |         |
| Mandate der Listengruppe | Giuseppe Ricciardi          | 26.062      | 38,9        | 13.791      | 20,6        | –                                             | –       | 1    |         |
| ↳ Gesamt                 | Giuseppe Ricciardi          | 26.062      | 38,9        | 13.791      | 20,6        | 12.919                                        | 21,4    | 5    |         |
|                          | Riccardo Borrini            |             |             | 9.985       | 14,9        | Lega Nord                                     | 9.530   | 15,8 | 4       |
|                          | Renzo Tonelli               |             |             | 8.748       | 13,0        | Democrazia e Solidarietà                      | 6.950   | 11,5 | 3       |
|                          | Giovanni Grazzini           |             |             | 4.396       | 6,6         | Patto La Spezia                               | 3.975   | 6,6  | 1       |
|                          | Sergio Pocci                |             |             | 4.357       | 6,5         | Partito della Rifondazione Comunista          | 4.387   | 7,3  | 2       |
|                          | Aldo De Luca                |             |             | 3.193       | 4,8         | Movimento Sociale Italiano – Destra Nazionale | 2.993   | 5,0  | 1       |
|                          | Pierluigi Mele              |             |             | 1.220       | 1,8         | La Rete                                       | 949     | 1,6  | –       |
|                          | Mauro Roccia                |             |             | 1.119       | 1,7         | Giovani Gente Città                           | 867     | 1,4  | –       |
|                          | Giovanni Parisi             |             |             | 1.050       | 1,6         | (A)                                           | –       | –    | –       |
| Gesamt                   | Gesamt                      | 56.207      | 100         | 67.045      | 100         |                                               | 60.420  | 100  | 40      |
|                          |                             |             |             |             |             |                                               |         |      |         |
| Quelle: Innenministerium |                             |             |             |             |             |                                               |         |      |         |

### Macerata
| Kandidaten                           | Kandidaten              | 2. Wahlgang | 2. Wahlgang | 1. Wahlgang | 1. Wahlgang | Listen                             | Stimmen | %    | Mandate |
| Kandidaten                           | Kandidaten              | Stimmen     | %           | Stimmen     | %           | Listen                             | Stimmen | %    | Mandate |
| ------------------------------------ | ----------------------- | ----------- | ----------- | ----------- | ----------- | ---------------------------------- | ------- | ---- | ------- |
|                                      | Gian Mario Maulogewählt | 14.838      | 52,5        | 8.458       | 29,9        | Partito Democratico della Sinistra | 2.461   | 10,6 | 10      |
| Città dell’Uomo                      | Gian Mario Maulogewählt | 14.838      | 52,5        | 8.458       | 29,9        | 1.948                              | 8,4     | 7    |         |
| Partito della Rifondazione Comunista | Gian Mario Maulogewählt | 14.838      | 52,5        | 8.458       | 29,9        | 1.321                              | 5,7     | 5    |         |
| La Rete                              | Gian Mario Maulogewählt | 14.838      | 52,5        | 8.458       | 29,9        | 569                                | 2,4     | 2    |         |
| ↳ Gesamt                             | Gian Mario Maulogewählt | 14.838      | 52,5        | 8.458       | 29,9        | 6.299                              | 27,1    | 24   |         |
|                                      | Evio Hermas Ercoli      | 10.380      | 36,7        | 8.152       | 28,9        | Democrazia Cristiana               | 5.158   | 22,2 | 5       |
| Iniziativa Popolare Macerata         | Evio Hermas Ercoli      | 10.380      | 36,7        | 8.152       | 28,9        | 1.669                              | 7,2     | 1    |         |
| Socialisti Macerata                  | Evio Hermas Ercoli      | 10.380      | 36,7        | 8.152       | 28,9        | 1.026                              | 4,4     | 1    |         |
| Unione di Centro                     | Evio Hermas Ercoli      | 10.380      | 36,7        | 8.152       | 28,9        | 339                                | 1,5     | –    |         |
| Mandate der Listengruppe             | Evio Hermas Ercoli      | 10.380      | 36,7        | 8.152       | 28,9        | –                                  | –       | 1    |         |
| ↳ Gesamt                             | Evio Hermas Ercoli      | 10.380      | 36,7        | 8.152       | 28,9        | 8.192                              | 35,3    | 8    |         |
|                                      | Paolo Chessa            |             |             | 6.594       | 23,3        | Alleanza per Macerata              | 2.186   | 9,4  | 2       |
| Lista Macerata                       | Paolo Chessa            | 1.528       | 6,6         | 6.594       | 23,3        | 1                                  |         |      |         |
| Sinistra Democratica Territoriale    | Paolo Chessa            | 1.067       | 4,6         | 6.594       | 23,3        | 1                                  |         |      |         |
| Federazione dei Verdi                | Paolo Chessa            | 631         | 2,7         | 6.594       | 23,3        | –                                  |         |      |         |
| Mandate der Listengruppe             | Paolo Chessa            | –           | –           | 6.594       | 23,3        | 1                                  |         |      |         |
| ↳ Gesamt                             | Paolo Chessa            | 5.412       | 23,3        | 6.594       | 23,3        | 5                                  |         |      |         |
|                                      | Mario Crucianelli       |             |             | 4.675       | 16,5        | Tricolore Macerata                 | 3.024   | 13,0 | 3       |
|                                      | Giuseppe Villa          |             |             | 374         | 1,3         | Cooperazione Sviluppo Territorio   | 308     | 1,3  | –       |
| Gesamt                               | Gesamt                  | 25.218      | 100         | 28.253      | 100         |                                    | 23.235  | 100  | 40      |
|                                      |                         |             |             |             |             |                                    |         |      |         |
| Quelle: Innenministerium             |                         |             |             |             |             |                                    |         |      |         |

### Latina
| Kandidaten                                   | Kandidaten             | 2. Wahlgang | 2. Wahlgang | 1. Wahlgang | 1. Wahlgang | Listen                               | Stimmen | %    | Mandate |
| Kandidaten                                   | Kandidaten             | Stimmen     | %           | Stimmen     | %           | Listen                               | Stimmen | %    | Mandate |
| -------------------------------------------- | ---------------------- | ----------- | ----------- | ----------- | ----------- | ------------------------------------ | ------- | ---- | ------- |
|                                              | Aimone Finestragewählt | 37.870      | 54,6        | 21.092      | 30,4        | Insieme per la Città                 | 13.159  | 21,2 | 20      |
| Gente Nuova                                  | Aimone Finestragewählt | 37.870      | 54,6        | 21.092      | 30,4        | 3.129                                | 5,0     | 4    |         |
| ↳ Gesamt                                     | Aimone Finestragewählt | 37.870      | 54,6        | 21.092      | 30,4        | 16.288                               | 26,2    | 24   |         |
|                                              | Domenico Di Resta      | 28.042      | 40,4        | 18.069      | 26,0        | Partito Democratico della Sinistra   | 7.950   | 12,8 | 3       |
| Alleanza Riformista                          | Domenico Di Resta      | 28.042      | 40,4        | 18.069      | 26,0        | 3.528                                | 5,7     | 1    |         |
| Federazione dei Verdi – Alleanza Democratica | Domenico Di Resta      | 28.042      | 40,4        | 18.069      | 26,0        | 2.259                                | 3,6     | 1    |         |
| Gruppo Progressista                          | Domenico Di Resta      | 28.042      | 40,4        | 18.069      | 26,0        | 892                                  | 1,4     | –    |         |
| Mandate der Listengruppe                     | Domenico Di Resta      | 28.042      | 40,4        | 18.069      | 26,0        | –                                    | –       | 1    |         |
| ↳ Gesamt                                     | Domenico Di Resta      | 28.042      | 40,4        | 18.069      | 26,0        | 14.629                               | 23,5    | 6    |         |
|                                              | Francesco Davoli       |             |             | 12.444      | 17,9        | Avvenire Democratico                 | 12.239  | 19,7 | 5       |
|                                              | Michele Pierro         |             |             | 11.896      | 17,1        | Democrazia Cristiana                 | 10.275  | 16,5 | 4       |
| Unione                                       | Michele Pierro         | 1.806       | 2,9         | 11.896      | 17,1        | –                                    |         |      |         |
| Mandate der Listengruppe                     | Michele Pierro         | –           | –           | 11.896      | 17,1        | 1                                    |         |      |         |
| ↳ Gesamt                                     | Michele Pierro         | 12.081      | 19,4        | 11.896      | 17,1        | 5                                    |         |      |         |
|                                              | Vincenzo Bianchi       |             |             | 1.614       | 2,3         | Latina Città Nuova                   | 2.282   | 3,7  | –       |
|                                              | Luciano Paperetti      |             |             | 1.038       | 1,5         | Partito della Rifondazione Comunista | 1.151   | 1,9  | –       |
|                                              | Attilio Mallus         |             |             | 938         | 1,4         | Lega Italia Federale                 | 897     | 1,4  | –       |
|                                              | Maurizio Longo         |             |             | 836         | 1,2         | Civica                               | 882     | 1,4  | –       |
|                                              | Salvatore Canzoniero   |             |             | 809         | 1,2         | Partito Repubblicano Italiano        | 788     | 1,3  | –       |
|                                              | Giuseppe Tassone       |             |             | 650         | 0,9         | La Rete                              | 929     | 1,5  | –       |
| Gesamt                                       | Gesamt                 | 65.912      | 100         | 69.386      | 100         |                                      | 62.166  | 100  | 40      |
|                                              |                        |             |             |             |             |                                      |         |      |         |
| Quelle: Innenministerium                     |                        |             |             |             |             |                                      |         |      |         |

### Rom
| Kandidaten                              | Kandidaten               | 2. Wahlgang | 2. Wahlgang | 1. Wahlgang | 1. Wahlgang | Listen                                        | Stimmen   | %    | Mandate |
| Kandidaten                              | Kandidaten               | Stimmen     | %           | Stimmen     | %           | Listen                                        | Stimmen   | %    | Mandate |
| --------------------------------------- | ------------------------ | ----------- | ----------- | ----------- | ----------- | --------------------------------------------- | --------- | ---- | ------- |
|                                         | Francesco Rutelligewählt | 955.859     | 55,2        | 684.529     | 39,6        | Partito Democratico della Sinistra            | 233.924   | 18,2 | 18      |
| Federazione dei Verdi                   | Francesco Rutelligewählt | 955.859     | 55,2        | 684.529     | 39,6        | 136.753                                       | 10,6      | 10   |         |
| Alleanza per Roma                       | Francesco Rutelligewählt | 955.859     | 55,2        | 684.529     | 39,6        | 63.271                                        | 4,9       | 5    |         |
| Lista Marco Pannella                    | Francesco Rutelligewählt | 955.859     | 55,2        | 684.529     | 39,6        | 45.082                                        | 3,5       | 3    |         |
| ↳ Gesamt                                | Francesco Rutelligewählt | 955.859     | 55,2        | 684.529     | 39,6        | 479.030                                       | 37,2      | 36   |         |
|                                         | Gianfranco Fini          | 844.030     | 48,8        | 619.309     | 35,8        | Movimento Sociale Italiano – Destra Nazionale | 399.594   | 31,0 | 13      |
| Insieme per Roma                        | Gianfranco Fini          | 844.030     | 48,8        | 619.309     | 35,8        | 30.684                                        | 2,4       | –    |         |
| Mandate der Listengruppe                | Gianfranco Fini          | 844.030     | 48,8        | 619.309     | 35,8        | –                                             | –         | 1    |         |
| ↳ Gesamt                                | Gianfranco Fini          | 844.030     | 48,8        | 619.309     | 35,8        | 430.278                                       | 33,4      | 14   |         |
|                                         | Carmelo Caruso           |             |             | 197.801     | 11,4        | Democrazia Cristiana                          | 154.552   | 12,0 | 5       |
| Unione di Centro                        | Carmelo Caruso           | 14.392      | 1,1         | 197.801     | 11,4        | –                                             |           |      |         |
| Partito Socialista Democratico Italiano | Carmelo Caruso           | 11.333      | 0,9         | 197.801     | 11,4        | –                                             |           |      |         |
| Civilità e Progresso                    | Carmelo Caruso           | 3.160       | 0,2         | 197.801     | 11,4        | –                                             |           |      |         |
| Mandate der Listengruppe                | Carmelo Caruso           | –           | –           | 197.801     | 11,4        | 1                                             |           |      |         |
| ↳ Gesamt                                | Carmelo Caruso           | 183.437     | 14,2        | 197.801     | 11,4        | 6                                             |           |      |         |
|                                         | Renato Nicolini          |             |             | 143.364     | 8,3         | Partito della Rifondazione Comunista          | 90.461    | 7,0  | 2       |
| Liberare Roma                           | Renato Nicolini          | 12.798      | 1,0         | 143.364     | 8,3         | –                                             |           |      |         |
| Mandate der Listengruppe                | Renato Nicolini          | –           | –           | 143.364     | 8,3         | 1                                             |           |      |         |
| ↳ Gesamt                                | Renato Nicolini          | 103.259     | 8,0         | 143.364     | 8,3         | 3                                             |           |      |         |
|                                         | Vittorio Ripa di Meana   |             |             | 26.064      | 1,5         | Alleanza Laica Riformista (PSI – PRI)         | 30.818    | 2,4  | 1       |
|                                         | Maria Ida Germontani     |             |             | 11.770      | 0,7         | Lega Italia Federale                          | 13.726    | 1,1  | –       |
|                                         | Antonio Pappalardo       |             |             | 9.527       | 0,6         | Solidarietà Democratica                       | 9.557     | 0,7  | –       |
|                                         | Laura Scalabrini         |             |             | 9.164       | 0,5         | Verdi Federalisti                             | 10.531    | 0,8  | –       |
|                                         | Moana Pozzi              |             |             | 8.977       | 0,5         | Partito dell’Amore                            | 7.228     | 0,6  | –       |
|                                         | Giulio Savelli           |             |             | 4.198       | 0,2         | Movimento Indipendente Roma                   | 3.373     | 0,3  | –       |
|                                         | Federica Rossi           |             |             | 4.075       | 0,2         | Nuova Italia                                  | 4.685     | 0,4  | –       |
|                                         | Gabriella Pasquali       |             |             | 3.998       | 0,2         | Partito Cristiano della Democrazia            | 3.409     | 0,3  | –       |
|                                         | Mirella Cece             |             |             | 2.002       | 0,1         | Movimento Europeo Liberal Cristiano           | 2.096     | 0,2  | –       |
|                                         | Rosario Caccamo          |             |             | 1.948       | 0,1         | Movimento Popolare Cristiano                  | 1.861     | 0,1  | –       |
|                                         | Carlo Olivieri           |             |             | 1.590       | 0,1         | Alleanza Umanista                             | 1.485     | 0,1  | –       |
|                                         | Pier Vittorio Fiorelli   |             |             | 1.519       | 0,1         | Diritti-Doveri                                | 1.859     | 0,1  | –       |
|                                         | Rosanna Bartolomei       |             |             | 882         | 0,1         | Democrazia Corporativista Libertà             | 896       | 0,1  | –       |
| Gesamt                                  | Gesamt                   | 1.799.889   | 100         | 1.730.717   | 100         |                                               | 1.287.528 | 100  | 60      |
|                                         |                          |             |             |             |             |                                               |           |      |         |
| Quelle: Innenministerium                |                          |             |             |             |             |                                               |           |      |         |

### Chieti
| Kandidaten                           | Kandidaten            | 2. Wahlgang | 2. Wahlgang | 1. Wahlgang | 1. Wahlgang | Listen                                        | Stimmen | %    | Mandate |
| Kandidaten                           | Kandidaten            | Stimmen     | %           | Stimmen     | %           | Listen                                        | Stimmen | %    | Mandate |
| ------------------------------------ | --------------------- | ----------- | ----------- | ----------- | ----------- | --------------------------------------------- | ------- | ---- | ------- |
|                                      | Nicola Cucullogewählt | 20.354      | 54,7        | 15.851      | 42,6        | Movimento Sociale Italiano – Destra Nazionale | 12.360  | 36,7 | 24      |
|                                      | Gianfranco Conti      | 14.929      | 40,1        | 12.338      | 33,2        | Alleanza Progresso                            | 8.529   | 25,3 | 6       |
| Partito della Rifondazione Comunista | Gianfranco Conti      | 14.929      | 40,1        | 12.338      | 33,2        | 2.912                                         | 8,7     | 2    |         |
| Mandate der Listengruppe             | Gianfranco Conti      | 14.929      | 40,1        | 12.338      | 33,2        | –                                             | –       | 1    |         |
| ↳ Gesamt                             | Gianfranco Conti      | 14.929      | 40,1        | 12.338      | 33,2        | 11.441                                        | 34,0    | 9    |         |
|                                      | Lelio Scopa           |             |             | 8.194       | 22,0        | Centro Popolare                               | 8.955   | 26,6 | 7       |
|                                      | Giacomo Obletter      |             |             | 824         | 2,2         | Lega Italia Federale                          | 906     | 2,7  | –       |
| Gesamt                               | Gesamt                | 35.283      | 100         | 37.207      | 100         |                                               | 33.662  | 100  | 40      |
|                                      |                       |             |             |             |             |                                               |         |      |         |
| Quelle: Innenministerium             |                       |             |             |             |             |                                               |         |      |         |

### Pescara
| Kandidaten                           | Kandidaten                | 2. Wahlgang | 2. Wahlgang | 1. Wahlgang | 1. Wahlgang | Listen                             | Stimmen | %    | Mandate |
| Kandidaten                           | Kandidaten                | Stimmen     | %           | Stimmen     | %           | Listen                             | Stimmen | %    | Mandate |
| ------------------------------------ | ------------------------- | ----------- | ----------- | ----------- | ----------- | ---------------------------------- | ------- | ---- | ------- |
|                                      | Mario Collevecchiogewählt | 40.804      | 52,3        | 32.790      | 42,0        | Partito Democratico della Sinistra | 12.220  | 17,5 | 11      |
| Partito della Rifondazione Comunista | Mario Collevecchiogewählt | 40.804      | 52,3        | 32.790      | 42,0        | 7.429                              | 10,6    | 7    |         |
| Azione Progressista                  | Mario Collevecchiogewählt | 40.804      | 52,3        | 32.790      | 42,0        | 4.137                              | 5,9     | 4    |         |
| Alleanza per Pescara                 | Mario Collevecchiogewählt | 40.804      | 52,3        | 32.790      | 42,0        | 1.925                              | 2,8     | 1    |         |
| La Rete                              | Mario Collevecchiogewählt | 40.804      | 52,3        | 32.790      | 42,0        | 1.334                              | 1,9     | 1    |         |
| ↳ Gesamt                             | Mario Collevecchiogewählt | 40.804      | 52,3        | 32.790      | 42,0        | 27.045                             | 38,7    | 24   |         |
|                                      | Nicola Cirelli            | 26.515      | 34,0        | 23.966      | 30,7        | Proposta Pescara                   | 17.926  | 25,7 | 7       |
| Costituente Laico Riformista         | Nicola Cirelli            | 26.515      | 34,0        | 23.966      | 30,7        | 5.381                              | 7,7     | 2    |         |
| Mandate der Listengruppe             | Nicola Cirelli            | 26.515      | 34,0        | 23.966      | 30,7        | –                                  | –       | 1    |         |
| ↳ Gesamt                             | Nicola Cirelli            | 26.515      | 34,0        | 23.966      | 30,7        | 23.307                             | 33,4    | 10   |         |
|                                      | Delio Napoleone           |             |             | 14.477      | 18,6        | Lista Primula                      | 12.523  | 17,9 | 5       |
|                                      | Sebastiano Curcio         |             |             | 2.010       | 2,6         | Lega Italia Federale               | 1.965   | 2,8  | –       |
|                                      | Mario Antonio di Zenobio  |             |             | 1.932       | 2,5         | Nuova Pescara                      | 1.947   | 2,8  | –       |
|                                      | Franco Brunetti           |             |             | 1.894       | 2,4         | Risveglio Morale                   | 2.142   | 3,1  | 1       |
|                                      | Lucia Antonietta Cieri    |             |             | 950         | 1,2         | Nuova Italia                       | 917     | 1,3  | –       |
| Gesamt                               | Gesamt                    | 67.319      | 100         | 78.019      | 100         |                                    | 69.846  | 100  | 40      |
|                                      |                           |             |             |             |             |                                    |         |      |         |
| Quelle: Innenministerium             |                           |             |             |             |             |                                    |         |      |         |

### Benevento
| Kandidaten                              | Kandidaten               | 2. Wahlgang | 2. Wahlgang | 1. Wahlgang | 1. Wahlgang | Listen                         | Stimmen | %    | Mandate |
| Kandidaten                              | Kandidaten               | Stimmen     | %           | Stimmen     | %           | Listen                         | Stimmen | %    | Mandate |
| --------------------------------------- | ------------------------ | ----------- | ----------- | ----------- | ----------- | ------------------------------ | ------- | ---- | ------- |
|                                         | Pasquale Viespoligewählt | 27.975      | 65,9        | 13.339      | 31,4        | Lista per Benevento            | 6.191   | 14,9 | 6       |
|                                         | Donato Del Mese          | 11.155      | 26,3        | 16.939      | 39,9        | Democrazia Cristiana           | 12.955  | 31,2 | 13      |
| Insieme per la Città                    | Donato Del Mese          | 11.155      | 26,3        | 16.939      | 39,9        | 9.382                          | 22,6    | 9    |         |
| Partito Socialista Democratico Italiano | Donato Del Mese          | 11.155      | 26,3        | 16.939      | 39,9        | 3.329                          | 8,0     | 3    |         |
| Unione Centro Sanniti                   | Donato Del Mese          | 11.155      | 26,3        | 16.939      | 39,9        | 536                            | 1,3     | –    |         |
| Mandate der Listengruppe                | Donato Del Mese          | 11.155      | 26,3        | 16.939      | 39,9        | –                              | –       | 1    |         |
| ↳ Gesamt                                | Donato Del Mese          | 11.155      | 26,3        | 16.939      | 39,9        | 26.202                         | 63,0    | 26   |         |
|                                         | Domenica Zanin           |             |             | 9.944       | 23,4        | Alleanza per Benevento         | 7.101   | 17,1 | 7       |
|                                         | Pompeo Nuzzolo           |             |             | 1.360       | 3,2         | Piazza Grande                  | 1.248   | 3,0  | 1       |
|                                         | Patrizia Bonelli         |             |             | 472         | 1,1         | Lega Italia federale           | 439     | 1,1  | –       |
|                                         | Ignazio Catauro          |             |             | 395         | 0,9         | Movimento Politico Democratico | 379     | 0,9  | –       |
| Gesamt                                  | Gesamt                   | 39.130      | 100         | 42.449      | 100         |                                | 41.560  | 100  | 40      |
|                                         |                          |             |             |             |             |                                |         |      |         |
| Quelle: Innenministerium                |                          |             |             |             |             |                                |         |      |         |

### Caserta
| Kandidaten               | Kandidaten             | 2. Wahlgang | 2. Wahlgang | 1. Wahlgang | 1. Wahlgang | Listen                                        | Stimmen | %    | Mandate |
| Kandidaten               | Kandidaten             | Stimmen     | %           | Stimmen     | %           | Listen                                        | Stimmen | %    | Mandate |
| ------------------------ | ---------------------- | ----------- | ----------- | ----------- | ----------- | --------------------------------------------- | ------- | ---- | ------- |
|                          | Aldo Bulzonigewählt    | 28.395      | 64,0        | 18.096      | 40,8        | Alleanza Caserta Nuova                        | 15.919  | 37,0 | 24      |
|                          | Renato Antonio Coppola | 8.962       | 20,2        | 7.627       | 17,2        | Democrazia Cristiana                          | 8.485   | 19,7 | 5       |
|                          | Giovanni Rizzo         |             |             | 5.255       | 11,8        | Civitas Lavoro                                | 5.973   | 13,9 | 4       |
|                          | Mario De Florio        |             |             | 5.136       | 11,6        | Movimento Sociale Italiano – Destra Nazionale | 4.598   | 10,7 | 3       |
|                          | Francesco Martusciello |             |             | 3.357       | 7,6         | Alternativa Casertana                         | 2.870   | 6,7  | 2       |
|                          | Antimo Ronzo           |             |             | 2.801       | 6,3         | Uniti per la Città                            | 3.121   | 7,2  | 2       |
|                          | Saverio Gallo          |             |             | 1.495       | 3,4         | Partito della Rifondazione Comunista          | 1.409   | 3,3  | –       |
|                          | Finizio Di Tommaso     |             |             | 620         | 1,4         | Rinascita Casertana                           | 694     | 1,6  | –       |
| Gesamt                   | Gesamt                 | 37.357      | 100         | 44.387      | 100         |                                               | 43.069  | 100  | 40      |
|                          |                        |             |             |             |             |                                               |         |      |         |
| Quelle: Innenministerium |                        |             |             |             |             |                                               |         |      |         |

### Neapel
| Kandidaten                              | Kandidaten               | 2. Wahlgang | 2. Wahlgang | 1. Wahlgang | 1. Wahlgang | Listen                                        | Stimmen | %    | Mandate |
| Kandidaten                              | Kandidaten               | Stimmen     | %           | Stimmen     | %           | Listen                                        | Stimmen | %    | Mandate |
| --------------------------------------- | ------------------------ | ----------- | ----------- | ----------- | ----------- | --------------------------------------------- | ------- | ---- | ------- |
|                                         | Antonio Bassolinogewählt | 300.964     | 54,6        | 229.649     | 41,6        | Partito Democratico della Sinistra            | 92.475  | 19,8 | 20      |
| Partito della Rifondazione Comunista    | Antonio Bassolinogewählt | 300.964     | 54,6        | 229.649     | 41,6        | 41.453                                        | 8,9     | 8    |         |
| Federazione dei Verdi                   | Antonio Bassolinogewählt | 300.964     | 54,6        | 229.649     | 41,6        | 18.049                                        | 3,9     | 3    |         |
| Rinascita Socialista                    | Antonio Bassolinogewählt | 300.964     | 54,6        | 229.649     | 41,6        | 12.563                                        | 2,7     | 2    |         |
| La Rete                                 | Antonio Bassolinogewählt | 300.964     | 54,6        | 229.649     | 41,6        | 9.763                                         | 2,1     | 2    |         |
| Alternativa per Napoli                  | Antonio Bassolinogewählt | 300.964     | 54,6        | 229.649     | 41,6        | 6.497                                         | 1,4     | 1    |         |
| ↳ Gesamt                                | Antonio Bassolinogewählt | 300.964     | 54,6        | 229.649     | 41,6        | 180.800                                       | 38,6    | 36   |         |
|                                         | Alessandra Mussolini     | 239.867     | 43,5        | 171.315     | 31,1        | Movimento Sociale Italiano – Destra Nazionale | 145.873 | 31,2 | 13      |
|                                         | Massimo Caprara          |             |             | 77.643      | 14,1        | Democrazia Cristiana                          | 46.730  | 10,0 | 5       |
| Partito Socialista Italiano             | Massimo Caprara          | 18.371      | 3,9         | 77.643      | 14,1        | 1                                             |         |      |         |
| Partito Socialista Democratico Italiano | Massimo Caprara          | 13.882      | 3,0         | 77.643      | 14,1        | 1                                             |         |      |         |
| Partito Liberale Italiano               | Massimo Caprara          | 6.333       | 1,4         | 77.643      | 14,1        | –                                             |         |      |         |
| Mandate der Listengruppe                | Massimo Caprara          | –           | –           | 77.643      | 14,1        | 1                                             |         |      |         |
| ↳ Gesamt                                | Massimo Caprara          | 85.316      | 18,2        | 77.643      | 14,1        | 8                                             |         |      |         |
|                                         | Sabatino Santangelo      |             |             | 47.658      | 8,6         | Alleanza per Napoli                           | 31.818  | 6,8  | 3       |
|                                         | Alberto Garofalo         |             |             | 6.745       | 1,2         | Servire Napoli                                | 6.824   | 1,5  | –       |
|                                         | Antonio D’Acunto         |             |             | 6.076       | 1,1         | Lista Arcobaleno                              | 5.051   | 1,1  | –       |
|                                         | Fortunato Sommella       |             |             | 4.670       | 0,8         | Progetto Napoli Nuova                         | 5.073   | 1,1  | –       |
|                                         | Giuseppe Saggese         |             |             | 4.039       | 0,7         | Noi per Napoli                                | 4.014   | 0,9  | –       |
|                                         | Donatella Dufour         |             |             | 3.920       | 0,7         | Unione Civica                                 | 3.333   | 0,7  | –       |
| Gesamt                                  | Gesamt                   | 540.831     | 100         | 551.715     | 100         |                                               | 468.102 | 100  | 60      |
|                                         |                          |             |             |             |             |                                               |         |      |         |
| Quelle: Innenministerium                |                          |             |             |             |             |                                               |         |      |         |

### Salerno
| Kandidaten               | Kandidaten              | 2. Wahlgang | 2. Wahlgang | 1. Wahlgang | 1. Wahlgang | Listen                                        | Stimmen | %    | Mandate |
| Kandidaten               | Kandidaten              | Stimmen     | %           | Stimmen     | %           | Listen                                        | Stimmen | %    | Mandate |
| ------------------------ | ----------------------- | ----------- | ----------- | ----------- | ----------- | --------------------------------------------- | ------- | ---- | ------- |
|                          | Vincenzo De Lucagewählt | 48.154      | 50,5        | 22.620      | 23,7        | Progressisti Salerno                          | 17.829  | 19,7 | 24      |
|                          | Giuseppe Acocella       | 34.994      | 36,7        | 18.918      | 19,8        | Salerno Progresso                             | 19.223  | 21,2 | 6       |
|                          | Gaetano Colucci         |             |             | 16.739      | 17,5        | Movimento Sociale Italiano – Destra Nazionale | 11.640  | 12,8 | 3       |
|                          | Filodemo Iannuzzelli    |             |             | 11.469      | 12,0        | Sviluppo Solidarietà                          | 4.367   | 4,8  | 1       |
| Federazione dei Verdi    | Filodemo Iannuzzelli    | 3.586       | 4,0         | 11.469      | 12,0        | –                                             |         |      |         |
| La Rete                  | Filodemo Iannuzzelli    | 1.522       | 1,7         | 11.469      | 12,0        | –                                             |         |      |         |
| Mandate der Listengruppe | Filodemo Iannuzzelli    | –           | –           | 11.469      | 12,0        | 1                                             |         |      |         |
| ↳ Gesamt                 | Filodemo Iannuzzelli    | 9.475       | 10,5        | 11.469      | 12,0        | 2                                             |         |      |         |
|                          | Giovanni Sullutrone     |             |             | 9.786       | 10,3        | Salerno                                       | 8.413   | 9,3  | 1       |
| Insieme per Salerno      | Giovanni Sullutrone     | 4.292       | 4,7         | 9.786       | 10,3        | 1                                             |         |      |         |
| Mandate der Listengruppe | Giovanni Sullutrone     | –           | –           | 9.786       | 10,3        | 1                                             |         |      |         |
| ↳ Gesamt                 | Giovanni Sullutrone     | 12.705      | 14,0        | 9.786       | 10,3        | 3                                             |         |      |         |
|                          | Erberto Manzo           |             |             | 3.849       | 4,0         | Civica                                        | 4.832   | 5,3  | 1       |
|                          | Massimo Bignardi        |             |             | 2.575       | 2,7         | Partito della Rifondazione Comunista          | 2.427   | 2,7  | –       |
|                          | Vincenzo Cammarota      |             |             | 2.444       | 2,6         | Lista per Salerno                             | 3.400   | 3,8  | 1       |
|                          | Wilma Fezza             |             |             | 1.879       | 2,0         | Cambia Salerno                                | 2.572   | 2,8  | –       |
|                          | Gaetano Parlavecchia    |             |             | 1.735       | 1,8         | Viva Salerno                                  | 2.037   | 2,2  | –       |
|                          | Salvatore Milo          |             |             | 1.410       | 1,5         | Progresso Democratico                         | 1.769   | 2,0  | –       |
|                          | Luigi Santorelli        |             |             | 995         | 1,0         | Salerno Città Nuova                           | 1.347   | 1,5  | –       |
|                          | Serafino Molinari       |             |             | 588         | 0,6         | Lega Italia Federale                          | 660     | 0,7  | –       |
|                          | Albino Iuzzolino        |             |             | 407         | 0,4         | Nuove Pagine                                  | 684     | 0,8  | –       |
| Gesamt                   | Gesamt                  | 83.148      | 100         | 95.414      | 100         |                                               | 90.600  | 100  | 40      |
|                          |                         |             |             |             |             |                                               |         |      |         |
| Quelle: Innenministerium |                         |             |             |             |             |                                               |         |      |         |

### Tarent
| Kandidaten                           | Kandidaten             | 2. Wahlgang | 2. Wahlgang | 1. Wahlgang | 1. Wahlgang | Listen                                        | Stimmen | %    | Mandate |
| Kandidaten                           | Kandidaten             | Stimmen     | %           | Stimmen     | %           | Listen                                        | Stimmen | %    | Mandate |
| ------------------------------------ | ---------------------- | ----------- | ----------- | ----------- | ----------- | --------------------------------------------- | ------- | ---- | ------- |
|                                      | Giancarlo Citogewählt  | 61.281      | 47,0        | 39.555      | 30,3        | Lega d’Azione Meridionale                     | 29.889  | 25,9 | 24      |
|                                      | Gaetano Minervini      | 55.222      | 42,3        | 43.886      | 33,7        | Partito Democratico della Sinistra            | 22.135  | 19,2 | 5       |
| Partito della Rifondazione Comunista | Gaetano Minervini      | 55.222      | 42,3        | 43.886      | 33,7        | 4.709                                         | 4,1     | 1    |         |
| Unione Federalista Democratica       | Gaetano Minervini      | 55.222      | 42,3        | 43.886      | 33,7        | 4.147                                         | 3,6     | 1    |         |
| Federazione dei Verdi                | Gaetano Minervini      | 55.222      | 42,3        | 43.886      | 33,7        | 3.000                                         | 2,6     | –    |         |
| Lista Marco Pannella                 | Gaetano Minervini      | 55.222      | 42,3        | 43.886      | 33,7        | 2.625                                         | 2,3     | –    |         |
| La Rete                              | Gaetano Minervini      | 55.222      | 42,3        | 43.886      | 33,7        | 781                                           | 0,7     | –    |         |
| Mandate der Listengruppe             | Gaetano Minervini      | 55.222      | 42,3        | 43.886      | 33,7        | –                                             | –       | 1    |         |
| ↳ Gesamt                             | Gaetano Minervini      | 55.222      | 42,3        | 43.886      | 33,7        | 37.397                                        | 32,4    | 8    |         |
|                                      | Alfengo Carducci       |             |             | 35.248      | 27,0        | Democrazia Cristiana                          | 21.309  | 18,4 | 4       |
| Unione di Centro                     | Alfengo Carducci       | 9.416       | 8,2         | 35.248      | 27,0        | 1                                             |         |      |         |
| Rinascita Taranto                    | Alfengo Carducci       | 5.149       | 4,5         | 35.248      | 27,0        | 1                                             |         |      |         |
| Lista Ecologica                      | Alfengo Carducci       | 662         | 0,6         | 35.248      | 27,0        | –                                             |         |      |         |
| Mandate der Listengruppe             | Alfengo Carducci       | –           | –           | 35.248      | 27,0        | 1                                             |         |      |         |
| ↳ Gesamt                             | Alfengo Carducci       | 36.536      | 31,6        | 35.248      | 27,0        | 7                                             |         |      |         |
|                                      | Andrea Guida           |             |             | 6.836       | 5,2         | Movimento Sociale Italiano – Destra Nazionale | 6.647   | 5,8  | 1       |
|                                      | Rosario Orlando        |             |             | 2.277       | 1,7         | Alleanza per Taranto                          | 1.917   | 1,7  | –       |
|                                      | Vito Antonio D’Armento |             |             | 1.500       | 1,2         | Movimento Popolare per Taranto                | 1.877   | 1,6  | –       |
|                                      | Claudio Basi           |             |             | 681         | 0,5         | Progetto Taranto                              | 861     | 0,7  | –       |
|                                      | Cinzia Dimitri         |             |             | 421         | 0,3         | Lega Italia Federale                          | 372     | 0,3  | –       |
| Gesamt                               | Gesamt                 | 116.503     | 100         | 130.404     | 100         |                                               | 115.496 | 100  | 40      |
|                                      |                        |             |             |             |             |                                               |         |      |         |
| Quelle: Innenministerium             |                        |             |             |             |             |                                               |         |      |         |

### Cosenza
| Kandidaten                              | Kandidaten             | 2. Wahlgang | 2. Wahlgang | 1. Wahlgang | 1. Wahlgang | Listen                                | Stimmen | %    | Mandate |
| Kandidaten                              | Kandidaten             | Stimmen     | %           | Stimmen     | %           | Listen                                | Stimmen | %    | Mandate |
| --------------------------------------- | ---------------------- | ----------- | ----------- | ----------- | ----------- | ------------------------------------- | ------- | ---- | ------- |
|                                         | Giacomo Mancinigewählt | 21.601      | 47,0        | 8.297       | 18,0        | Cosenza Domani                        | 4.167   | 9,9  | 16      |
| Lista Cosenza                           | Giacomo Mancinigewählt | 21.601      | 47,0        | 8.297       | 18,0        | 2.316                                 | 5,5     | 8    |         |
| ↳ Gesamt                                | Giacomo Mancinigewählt | 21.601      | 47,0        | 8.297       | 18,0        | 6.483                                 | 15,4    | 24   |         |
|                                         | Piero Carbone          | 15.272      | 33,2        | 9.615       | 20,9        | Popolari Cosenza                      | 5.688   | 13,5 | 3       |
| Liberali Socialisti Europei             | Piero Carbone          | 15.272      | 33,2        | 9.615       | 20,9        | 2.374                                 | 5,6     | 1    |         |
| Partito Socialista Democratico Italiano | Piero Carbone          | 15.272      | 33,2        | 9.615       | 20,9        | 1.832                                 | 4,4     | 1    |         |
| Idea Città                              | Piero Carbone          | 15.272      | 33,2        | 9.615       | 20,9        | 1.058                                 | 2,5     | –    |         |
| Mandate der Listengruppe                | Piero Carbone          | 15.272      | 33,2        | 9.615       | 20,9        | –                                     | –       | 1    |         |
| ↳ Gesamt                                | Piero Carbone          | 15.272      | 33,2        | 9.615       | 20,9        | 10.952                                | 26,1    | 6    |         |
|                                         | Giuseppe Mazzotta      |             |             | 7.225       | 15,7        | Partito Democratico della Sinistra    | 3.592   | 8,5  | 1       |
| Partito della Rifondazione Comunista    | Giuseppe Mazzotta      | 1.954       | 4,6         | 7.225       | 15,7        | 1                                     |         |      |         |
| Federazione dei Verdi                   | Giuseppe Mazzotta      | 1.047       | 2,5         | 7.225       | 15,7        | –                                     |         |      |         |
| Mandate der Listengruppe                | Giuseppe Mazzotta      | –           | –           | 7.225       | 15,7        | 1                                     |         |      |         |
| ↳ Gesamt                                | Giuseppe Mazzotta      | 6.593       | 15,7        | 7.225       | 15,7        | 3                                     |         |      |         |
|                                         | Giuseppe Gentile       |             |             | 6.934       | 15,1        | Patto per la Città                    | 6.915   | 16,5 | 4       |
|                                         | Tommaso Arnoni         |             |             | 6.110       | 13,3        | Impegno Civico                        | 4.375   | 10,4 | 2       |
|                                         | Antonino Oliva         |             |             | 2.927       | 6,4         | Solidarietà e Rinnovamento            | 2.623   | 6,2  | 1       |
|                                         | Walter Aversa          |             |             | 1.361       | 3,0         | Movimento Federalista Calabria Libera | 1.096   | 2,6  | –       |
|                                         | Paride Leporace        |             |             | 1.233       | 2,7         | Ciroma                                | 981     | 2,3  | –       |
|                                         | Maximiliano Granata    |             |             | 1.034       | 2,2         | La Scolta                             | 909     | 2,2  | –       |
|                                         | Roberto Bernaudo       |             |             | 939         | 2,0         | Libera Azione                         | 823     | 2,0  | –       |
|                                         | Ercole Romano Porco    |             |             | 307         | 0,7         | Lega Italia Federale                  | 281     | 0,7  | –       |
| Gesamt                                  | Gesamt                 | 36.873      | 100         | 45.982      | 100         |                                       | 42.031  | 100  | 40      |
|                                         |                        |             |             |             |             |                                       |         |      |         |
| Quelle: Innenministerium                |                        |             |             |             |             |                                       |         |      |         |

### Caltanissetta
- Direktwahl des Bürgermeisters

| Wahl              | 1. Wahlgang | 1. Wahlgang | 2. Wahlgang | 2. Wahlgang |  |
| Wahl              | Stimmen     | %           | Stimmen     | %           |  |
| ----------------- | ----------- | ----------- | ----------- | ----------- |  |
| Giuseppe Mancuso  | 13.146      | 34,1        | 18.850      | 51,7        |  |
| Michele Campione  | 14.301      | 37,1        | 17.637      | 48,3        |  |
| Maurizio Vancheri | 6.929       | 18,0        |             |             |  |
| Eugenio Candura   | 4.177       | 10,8        |             |             |  |
| Gesamt            | 38.553      | 100         | 36.487      | 100         |  |
|                   |             |             |             |             |  |
| Ungültige Stimmen | 3.426       | 8,2         | 1.735       | 4,5         |  |
| Wähler            | 41.979      | 77,0        | 38.222      | 70,1        |  |
| Wahlberechtigte   | 54.506      |             | 54.506      |             |  |

### Palermo
- Direktwahl des Bürgermeisters

| Wahl                | Stimmen | %    |  |
| ------------------- | ------- | ---- |  |
| Leoluca Orlando     | 291.976 | 75,2 |  |
| Elda Pucci          | 63.277  | 16,3 |  |
| Alfonso Giordano    | 23.762  | 6,1  |  |
| Salvatore Raneli    | 5.465   | 1,4  |  |
| Giuseppe La Barbera | 3.870   | 1,0  |  |
| Gesamt              | 388.350 | 100  |  |
|                     |         |      |  |
| Ungültige Stimmen   | 26.121  | 6,3  |  |
| Wähler              | 414.471 | 73,3 |  |
| Wahlberechtigte     | 565.579 |      |  |